# Yang Liwei
Pour les articles homonymes, voir Yáng (杨).
Yang Liwei (杨利伟, en pinyin Yáng Lìwěi), né le 21 juin 1965 dans le xian de Suizhong, est un astronaute chinois. Il est le premier astronaute de Chine, parfois qualifié de taïkonaute. Il s'agit d'une traduction du terme chinois 太空人, de tàikōng : « espace » et rén : « homme ». Ce terme n'est toutefois pas employé en chinois, où les astronautes sont en fait appelés 宇航员 (yǔháng yuán), « membre de l'aérospatiale ».

## Biographie
Yang est sélectionné en tant que candidat astronaute en 1998 et dès lors s’entraîne pour le vol spatial. Ancien pilote de combat dans la force aérienne de l'armée populaire de libération, il a le rang de lieutenant-colonel au moment de sa première mission. Il est ensuite promu colonel le 20 octobre 2003 puis major-général le 22 juillet 2008.

## Vol réalisé
Il est lancé dans l'espace à bord du vaisseau spatial Shenzhou 5, propulsé par une fusée Longue Marche 2F du port spatial de Jiuquan à 01h00 UTC le 15 octobre 2003 (sa doublure est alors Zhai Zhigang, qui finalement vole à bord de Shenzhou 7).
En 2005, lors de l'Exposition spatiale internationale de Moscou, le directeur de l'Agence spatiale fédérale russe, Anatoli Perminov,  propose à Yang Liwei de participer à un vol vers la Lune à bord de la future navette spatiale russe, Kliper. Ce dernier, selon l'agence de presse Tass, accepte en déclarant : « Assurément, en tant qu'astronaute professionnel ».
Il reçoit par la même occasion la médaille de Gagarine, qui est accordée à des personnalités contribuant à l'amitié internationale.